# Djelfa
Djelfa, også El Djelfa (arabisk: الجلفة), er en by i det nordlige Algeriet med 265.833 (2008) indbyggere. Den er administrationscentrum i provinsen Djelfa.